# Запад 3 (жилищен комплекс)
Запад 3 е жилищен комплекс, разположен в крайната западна част на град Търговище. На изток от комплекса се намира жк Запад 1. Разположен е до околовръстния път на града, до пътя за квартал Въбел. В близост до квартала се намират училищата - ПТГ „Цар Симеон Велики“ и Професионална гимназия по електротехника и строителство.
В комплекса се намират жилищните блокове с номера: 61,62,63,64,65,66,67,68,69,70, 71,72.